# پینتو (یوتا)
پینتو (به انگلیسی: Pinto) یک منطقهٔ مسکونی در ایالات متحده آمریکا است که در شهرستان واشینگتن، یوتا واقع شده‌است. پینتو ۱٬۸۴۷٫۱۱ متر بالاتر از سطح دریا واقع شده‌است.